# Marcusadorea jamaicensis
Marcusadorea jamaicensis är en mossdjursart som beskrevs av Vieira, Migotto och Winston 20. Marcusadorea jamaicensis ingår i släktet Marcusadorea, ordningen Cheilostomatida, klassen Gymnolaemata, fylumet mossdjur och riket djur. Inga underarter finns listade i Catalogue of Life.